# Dactylopodola baltica
Dactylopodola baltica is een buikharige uit de familie Dactylopodolidae. Het dier komt uit het geslacht Dactylopodola. Dactylopodola baltica werd in 1926 voor het eerst wetenschappelijk beschreven door Remane. 